# Speleonectidae
Speleonectidae zijn een familie van kleine kreeftachtigen uit de klasse Remipedia.

## Beschrijving
Speleonectidae zijn kleine, blinde, wormachtige kreeftachtigen met zeer primitieve kenmerken. Ze zijn kleurloos en bestaan uit een cephalon (kop), gevolgd door tot 32 weinig gedifferentieerde segmenten die elk een paar afgeplatte pootjes dragen. De diertjes zwemmen op hun rug, waarbij de zijdelings ingeplante pootjes gesynchroniseerd bewegen. De eerste maxilles zijn omgevormd tot een paar gifkaken en het enige paar maxillipeden heeft een grijpfunctie.

## Voorkomen
Speleonectidae komen voor in diepe kustgrotten bij Australië in de Indische Oceaan, de Canarische Eilanden en op de Caraïben. De eerste beschreven soort is Speleonectes lucayensis door Yager in 1981.

## Taxonomie
De familie kent de volgende geslachten:
- Cryptocorynetes - Yager, 1987[3]
- Kaloketos - Koenemann, Iliffe & Yager, 2004[4]
- Lasionectes - Yager & Schram, 1986[5]
- Speleonectes - Yager, 1981[1]